# The Viking
The Viking (bra: Deuses Vencidos) é um filme estadunidense de 1928, do gênero drama histórico-romântico, dirigido por Roy William Neill, com roteiro vagamente baseado no romance The Thrall of Leif the Lucky, de Ottilie A. Liljencrantz.
Estrelado por Pauline Starke, Donald Crisp e LeRoy Mason, The Viking foi o primeiro longa-metragem em Technicolor apresentado com som.

## Elenco
- Donald Crisp como Leif Ericsson
- Pauline Starke como Helga [Nillson]
- LeRoy Mason como Alwin
- Anders Randolf como Erik
- Richard Alexander como Sigurd
- Harry Lewis Woods como Egil
- Albert MacQuarrie como Kark
- Roy Stewart como rei Olaf
- Torben Meyer como Odd
- Claire MacDowell como Lady Editha
- Julia Swayne Gordon como Thorhild